# Inău, Maramureș
Inău(în maghiară Ünőmező) este un sat ce aparține orașului Târgu Lăpuș din județul Maramureș, Transilvania, România.

## Etimologie
Etimologia numelui localității: din antrop. Ene > Ieneu, Ineu, Inău. 

## Așezare
Inău este un sătuc așezat la poalele muntelui Șatra, cunoscut sub numele de Șatra lui Pintea Viteazul, situat la 9 km de orașul Târgu Lăpuș. Accesul în localitate se face parcurgând traseul Cheilor Borcutului, pe o șosea îngustă.

## Istorie
Prima atestare documentară: 1584 (Ewneömezeö). 
Legenda spune că primii locuitori ai acestui ținut ar fi fost oameni certați cu legea care s-au aciuat acolo ascunzându-se de autoritățile din acea vreme. Locul fiind înconjurat din toate părțile de dealuri, făcând accesul dificil, ei s-au simțit oarecum protejați acolo.
Satul s-a dezvoltat încet, încet, existând în prezent o școală cu clasele I-IV și o grădiniță, o biserică nou construită prin contribuția locuitorilor și un punct de atracție turistică considerat monument istoric: biserica veche.

## Demografie
La recensământul din 2011, populația era de 251 locuitori. 

## Personalități locale
- Viorel Thira (n. 1936), preot, publicist. Vol. Fără personalități îi frig în istorie (2007), Graiul în satul Inău (2010), Praf de stele (2012) etc.

## Monument istoric
- Biserica de lemn „Sfinții Arhangheli Mihail și Gavril” (1687).

## Imagini

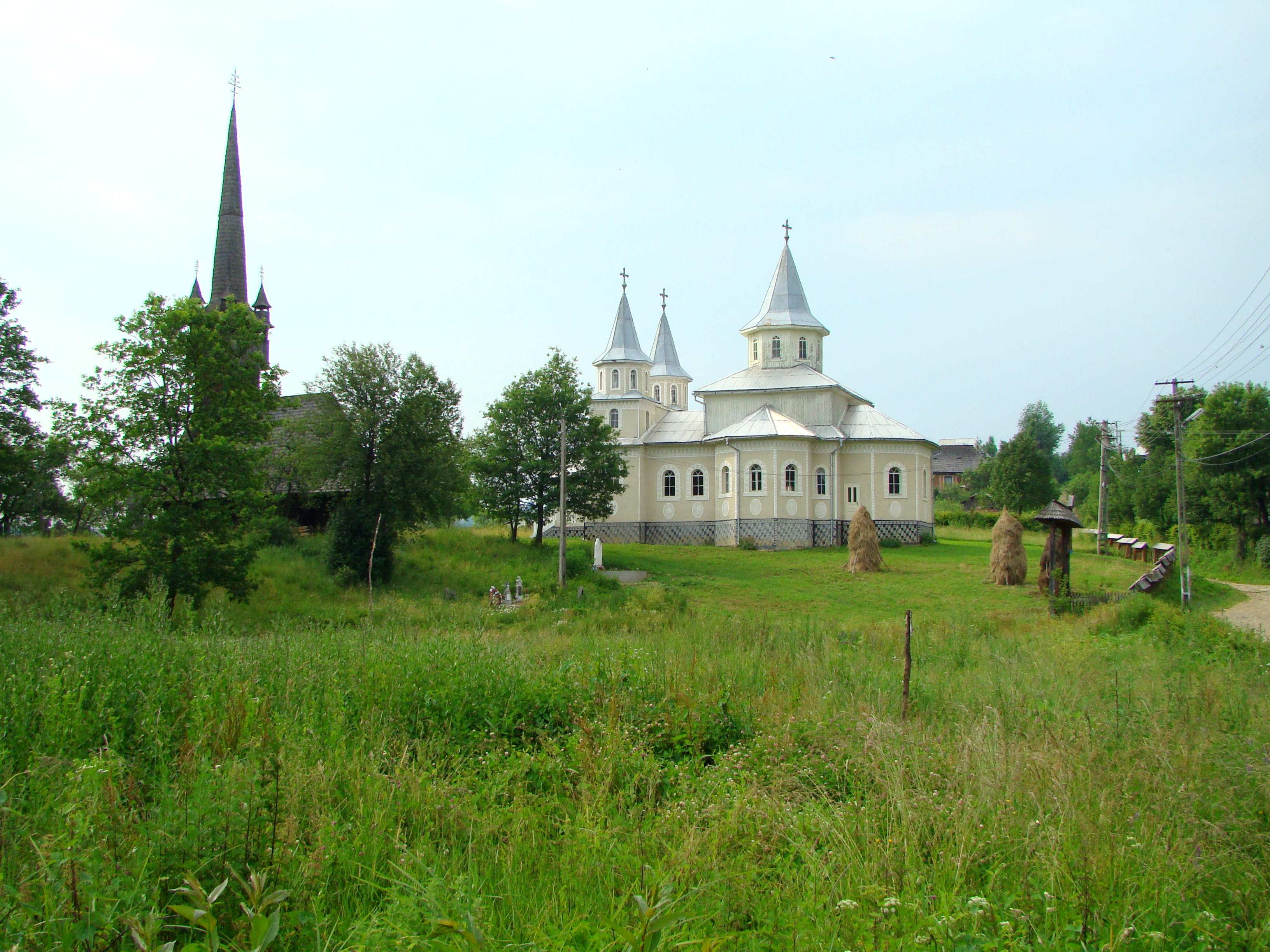
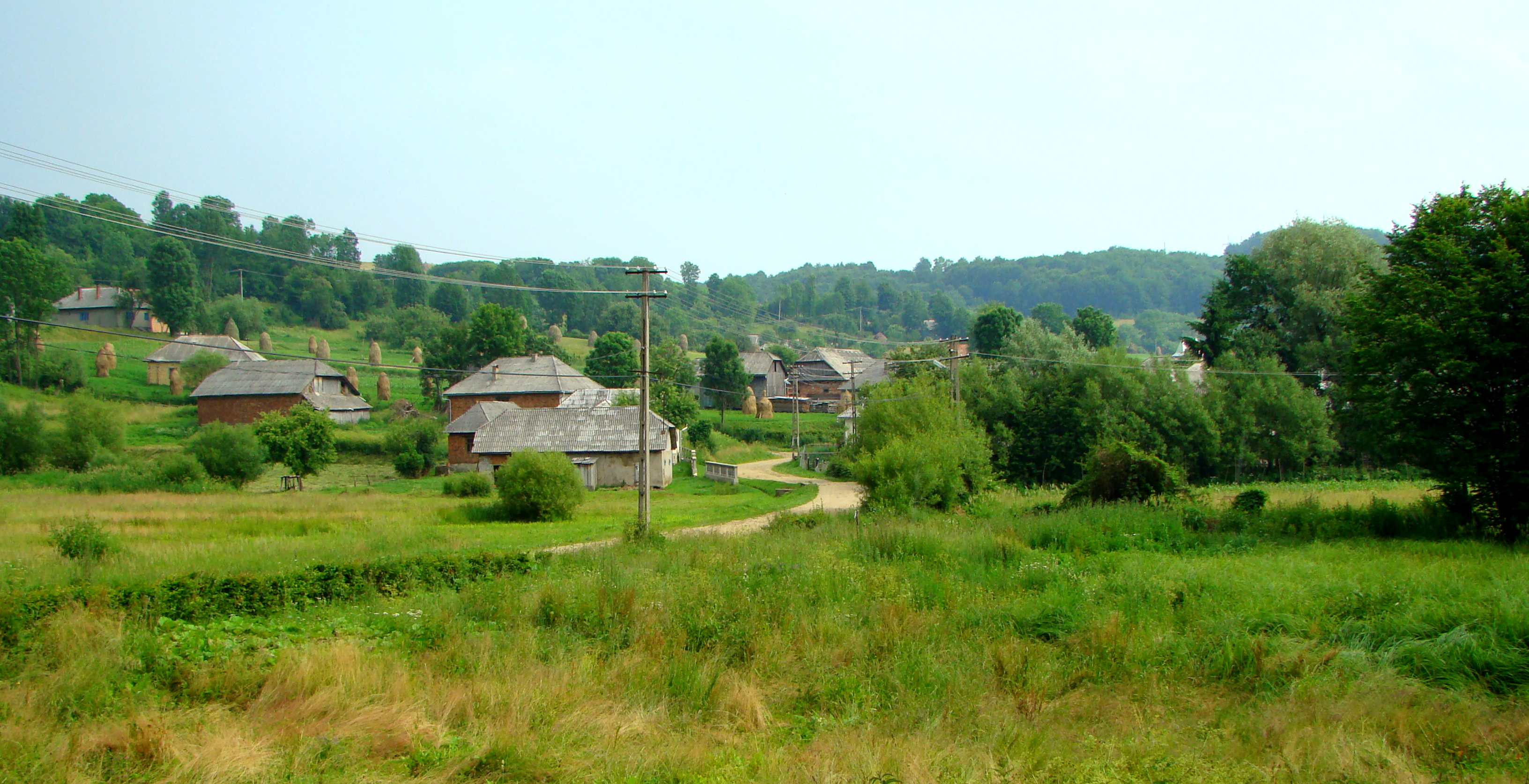
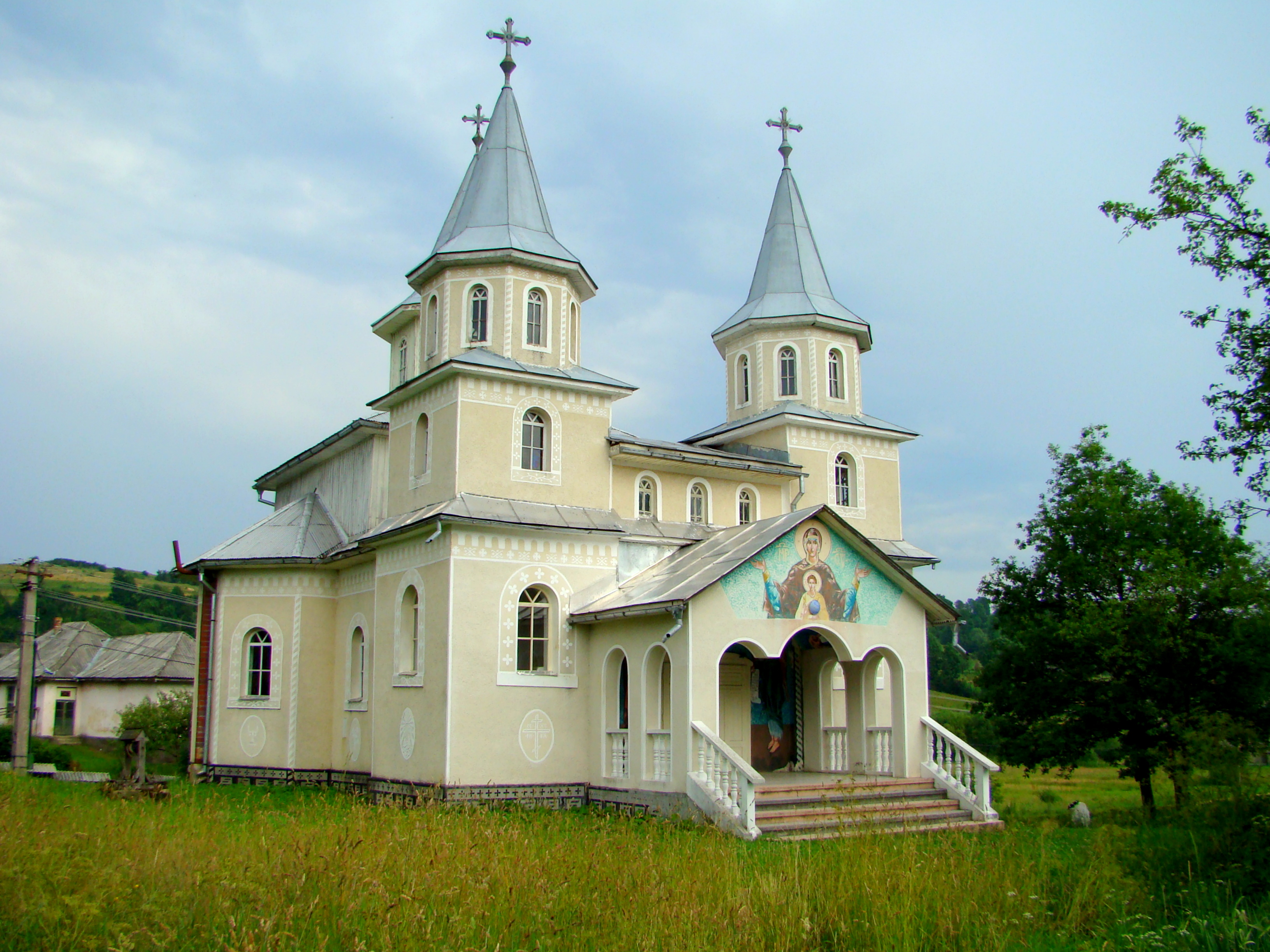
Biserica Sfânta Treime
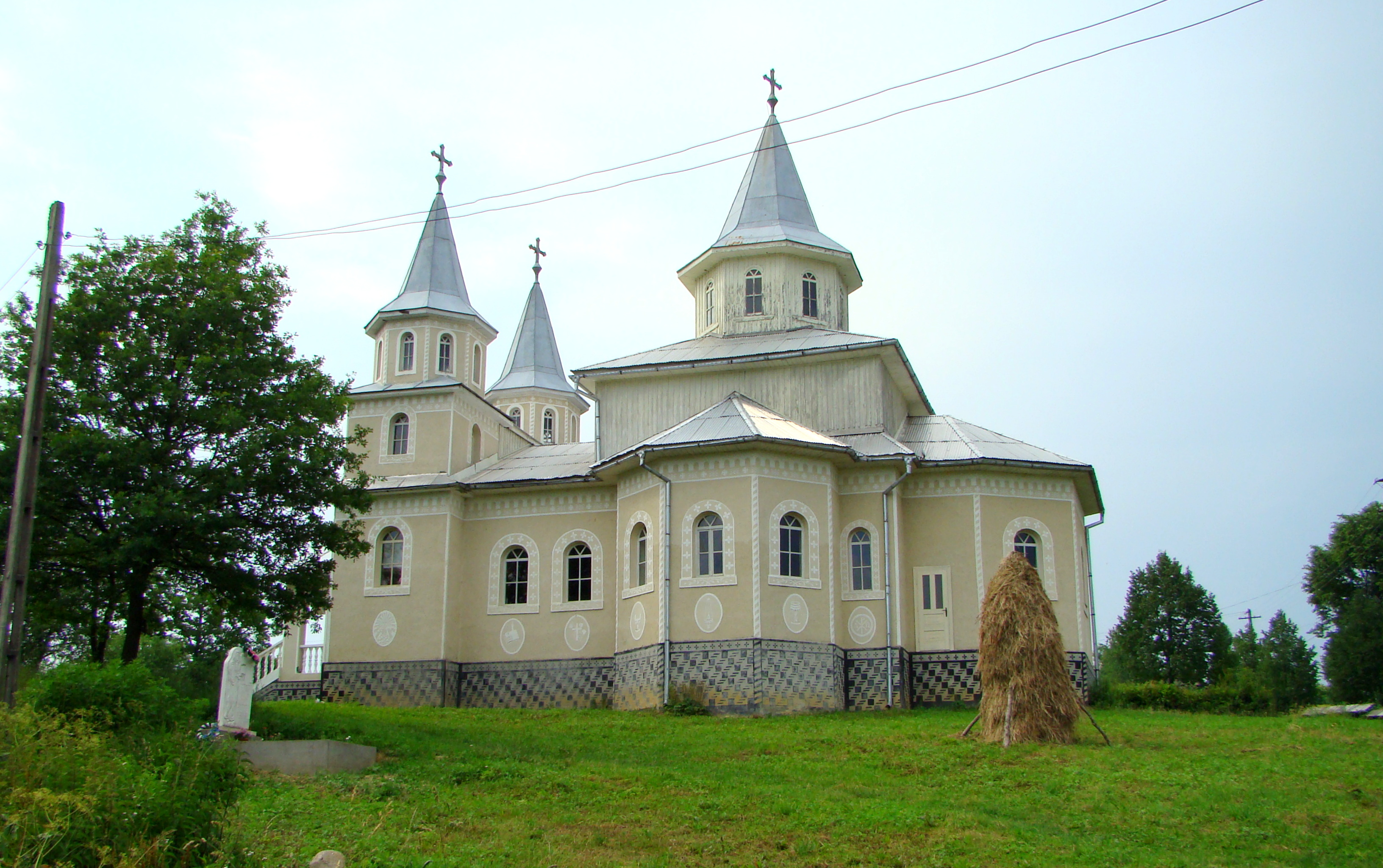
Biserica Sfânta Treime
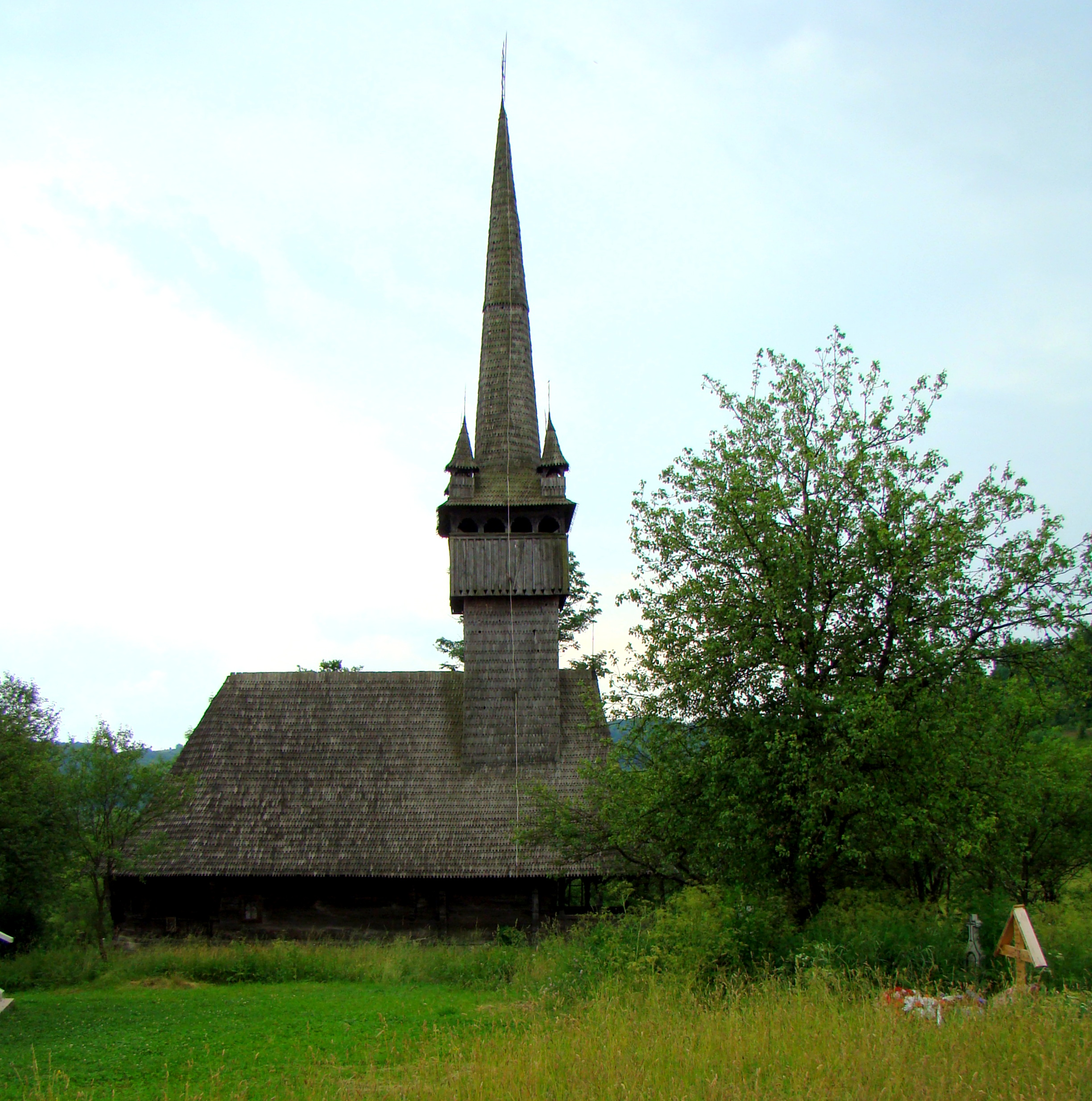
Biserica de lemn „Sfinții Arhangheli Mihail și Gavril” (1687)
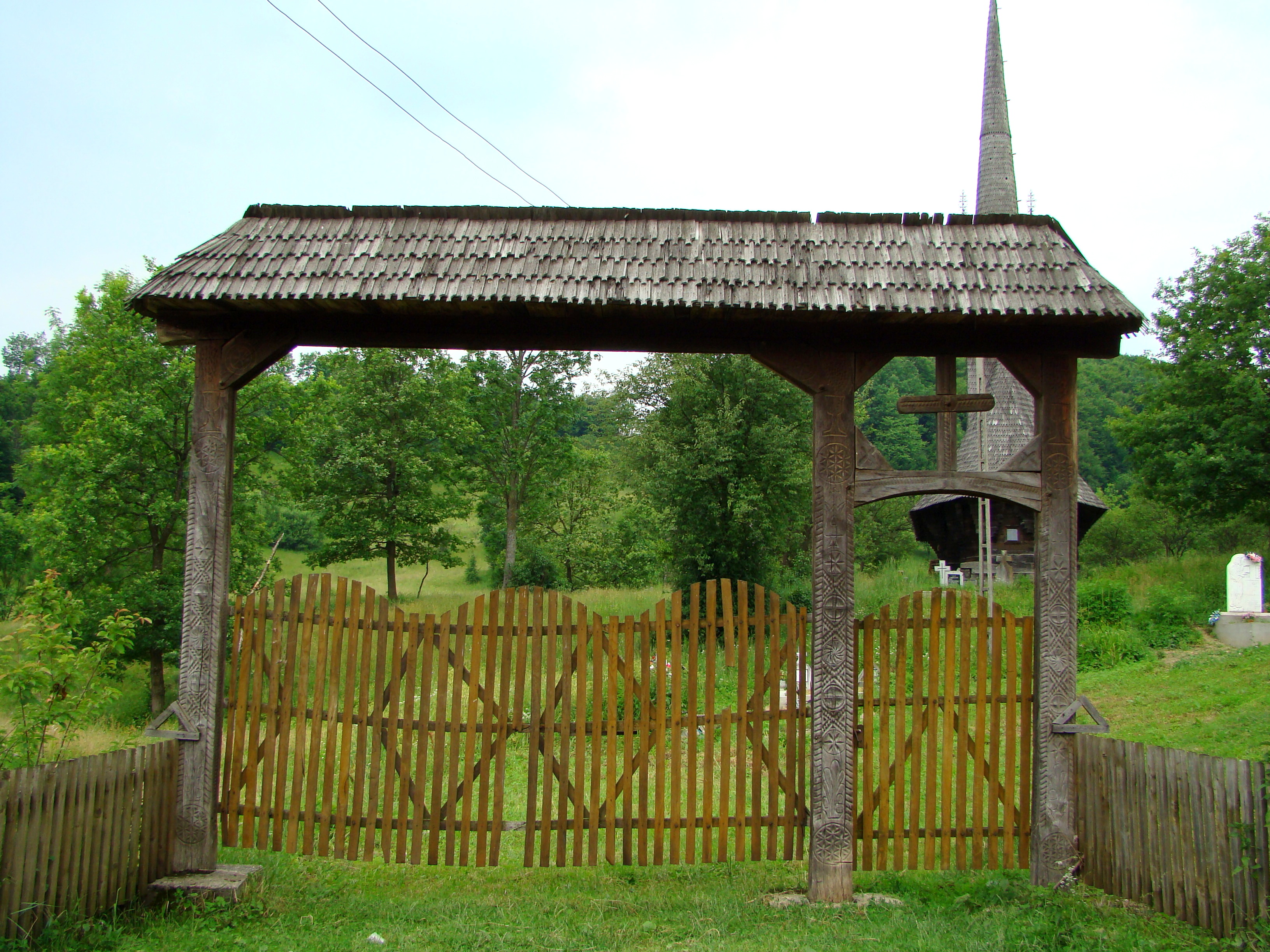
Poarta de lemn a bisericii
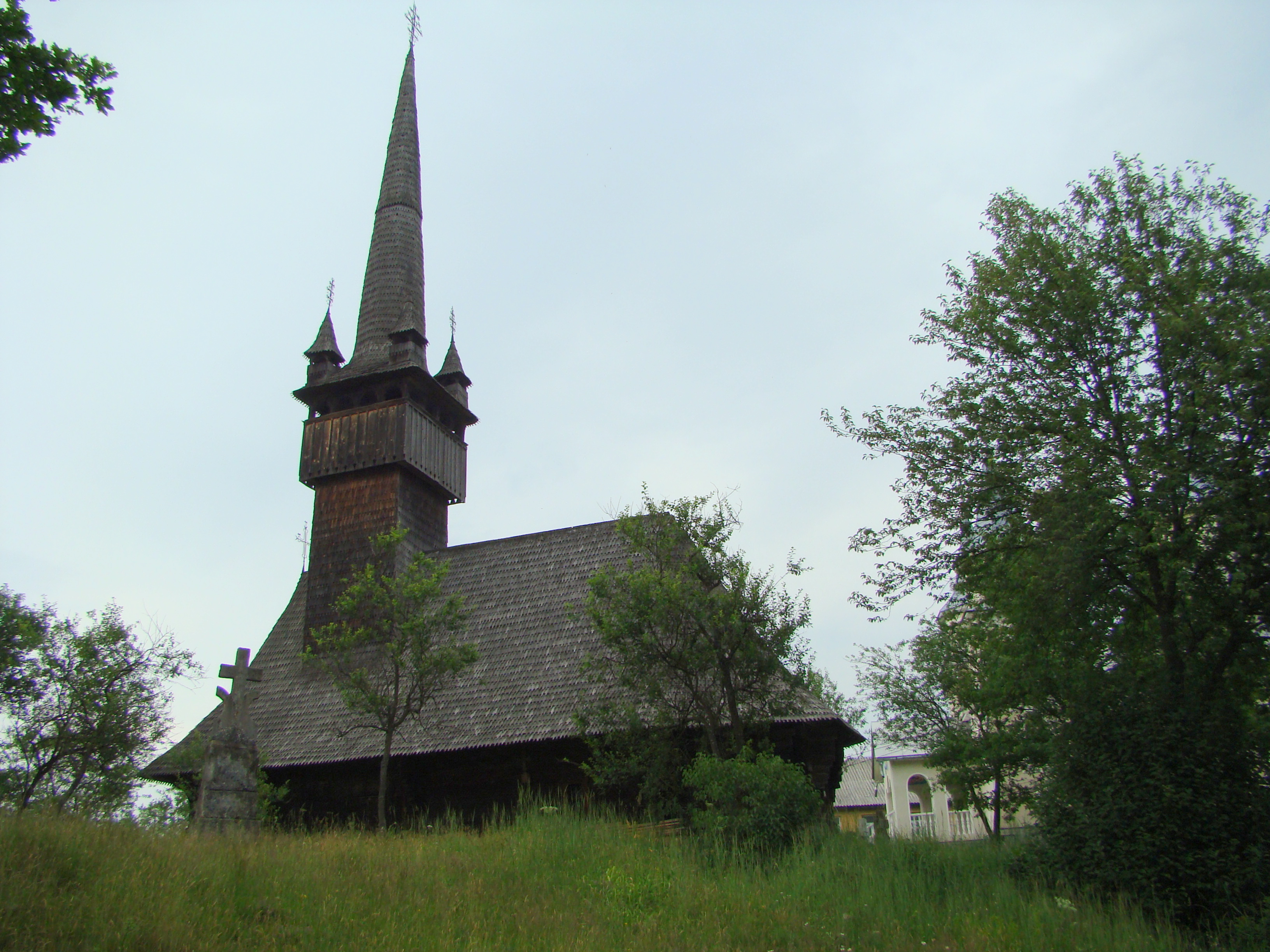
Biserica de lemn „Sfinții Arhangheli Mihail și Gavril” (1687)
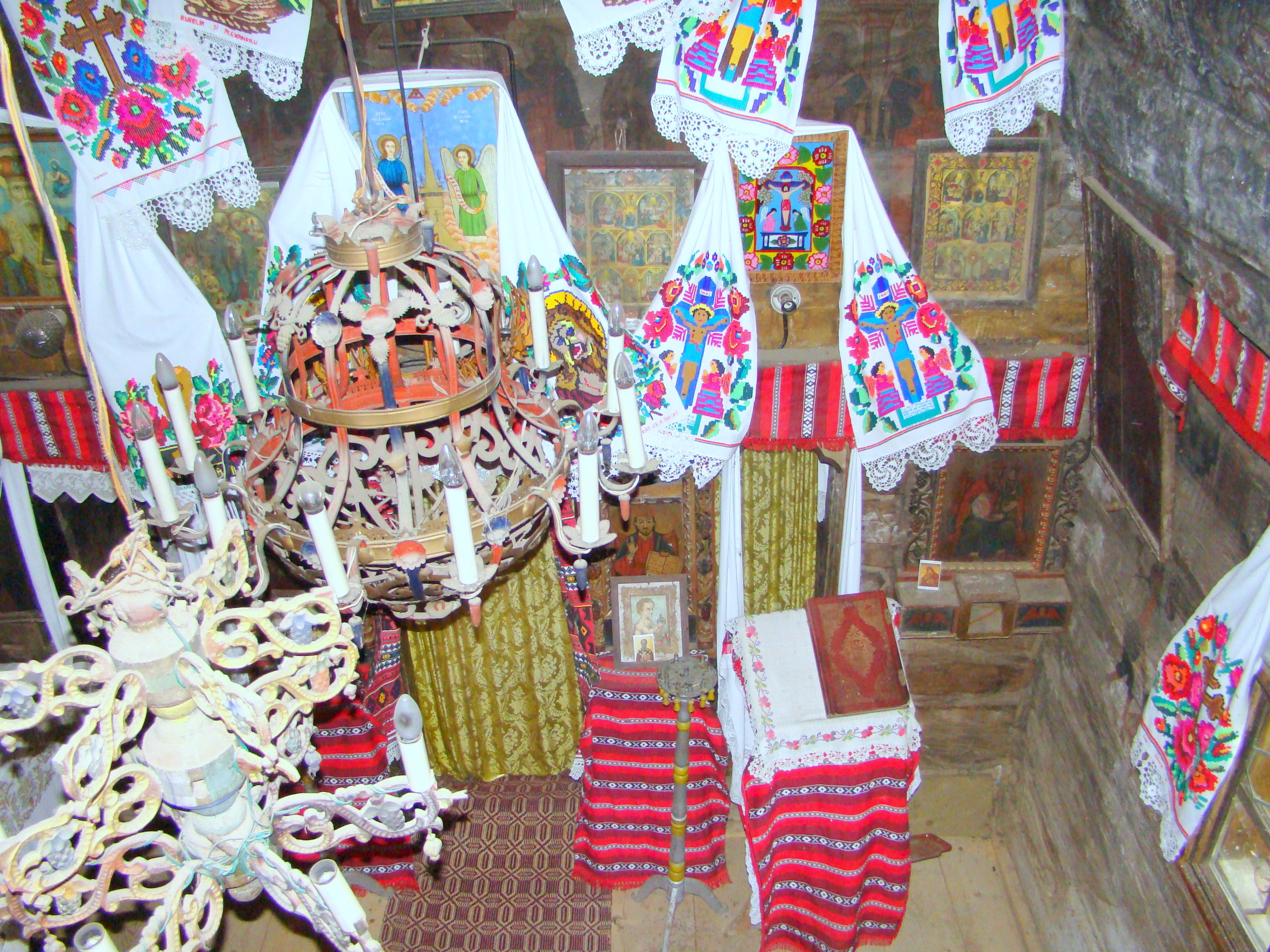
Biserica de lemn „Sfinții Arhangheli Mihail și Gavril” (1687)